# Dendrolobium
Dendrolobium es un género de plantas con flores perteneciente a la familia Fabaceae. Comprende 27 especies descritas y de estas, solo 18 aceptadas.

## Taxonomía
El género fue descrito por (Wight & Arn.) Benth. y publicado en Plantae Junghuhnianae 215, 216. 1852.

## Algunas especies aceptadas
A continuación se brinda un listado de las especies del género Dendrolobium aceptadas hasta julio de 2014, ordenadas alfabéticamente. Para cada una se indica el nombre binomial seguido del autor, abreviado según las convenciones y usos.	
- Dendrolobium arbuscula (Domin)Ohashi
- Dendrolobium australe (Willd.) Benth.
- Dendrolobium baccatum (Schindl.)Schindl.
- Dendrolobium cephalotoides (Craib)Schindl.
- Dendrolobium cheelii (C.A.Gardner)Pedley
- Dendrolobium cumingianum Benth.
- Dendrolobium dispermum (Hayata) Schindl.
- Dendrolobium geesinkii Ohashi